# Tonada de Navidad / Lunita del toro
Tonada de Navidad / Lunita del toro es un sencillo de los músicos chilenos Los de Ambrosoli y Pepe Marquez, lanzado en 1972 por el sello discográfico DICAP.
En la cubierta del vinilo aparece el cuarteto de Los de Ambrosoli con un camión de la empresa chilena de caramelos Ambrosoli, mientras que en la contraportada aparece Pepe Marquez tocando la guitarra en una casa de campo, y aparecen además escritos los nombres de los músicos que lo acompañan. En ambos lados se especifica también que los primeros fueron los ganadores del Primer Festival del Cantar del Trabajador, Viña del Mar, 1972, mientras que Marquez fue el ganador del 1º Festival del Trabajador, representante de la Industria Textil Viña. En ambas portadas aparece el logo de DICAP, pero en la portada del lado B se especifica debajo de él «DICAP Valparaíso».

## Lista de canciones
| Lado A |                     |                  |          |  |
| N.º    | Título              | Intérpretes      | Duración |  |
| 1.     | «Tonada de Navidad» | Los de Ambrosoli | 3:57     |  |

| Lado B |                   |              |          |  |
| N.º    | Título            | Intérpretes  | Duración |  |
| 2.     | «Lunita del toro» | Pepe Marquez | 2:14     |  |
| 7:11   |                   |              |          |  |

## Créditos
Lado A
- Los de Ambrosoli
- Julio Ibañez,guitarra y voz
- Eduardo Ossandon,primera guitarra
- Alfonso Acuña,guitarra y voz
- Sergio Pérez,primera voz

Lado B
- Pepe Marquez
- Jaime Acuña: charango
- Jorge Amador: quena
- Juan Pastenes: percusión y voz